# Ann-Charlotte Franzén
Ann-Charlotte Franzén, född 11 oktober 1963 i Solna och bosatt i Stockholm, är en svensk skådespelare.

## Biografi
Ann-Charlotte Franzén utbildades på Teaterhögskolan i Malmö 1988-1991 och har medverkat i ett flertal teateruppsättningar på bland annat Riksteatern, Angeredsteatern och Radioteatern. 
Hon är uppmärksammad för rollen Annika i tv-serien Lite som du (2006), och har sedan dess medverkat i flera filmer och tv-serier.